# موج جرم و جنایت (مجموعه تلویزیونی)
موج جرم و جنایت (لهستانی: Fala zbrodni) یک مجموعهٔ تلویزیونی دلهره‌آور و جنایی لهستانی است که در سال ۲۰۰۳ منتشر شد.

## گزیدهٔ بازیگران
- پیوتر زِلت
- میروسواف باکا
- آگنیشکا دیگانت
- یان ویچورکوفسکی
- ماریوش یاکوس
- دوروتا کامینسکا
- ادوارد ژنتارا
- پاتریتسیا کازادی
- ناتاشا اورباینسکا
- رافائو چیه‌شینسکی
- نوربرت راکوفسکی
- روبرت کوشوتسکی
- آگنیشکا واگنر
- کشیشتف دراچ
- یژی واپینسکی
- زبیگنیف لِـشِنی
- آگنیشکا پِشِـپیورسکا
- آندژی دسکور
- کشیشتف شچپانیاک
- سیلویا یوشچاک-کراوچیک
- مارچین دوروچینسکی
- یان مونچکا
- میروسواف زبرویویچ
- مونیکا بوخوویتس
- رادوسواف پازورا
- پشمیسواف سادوفسکی
- لئون خارِویچ
- آدام تسیفکا
- رافائو شیشیتسکی
- روبرت وینتسکیویچ
- پشمیسواف بلوشچ
- یانوش خابیور
- آرتور جورمان
- ماریوش درنژک
- مارک بارباشیویچ
- اوا بوکوفسکا
- کشیشتف چچوت
- توماش ساپریک
- مارچین چارنیک
- هنریک نیه‌بودک
- بارتومیئی شویدرسکی
- توماش ددک
- ادوین پتریکات
- الکساندر داماگارف
- بوگوسواف لیندا
- ویتولد ویلینسکی
- دانیل اولبریخسکی
- میخاو ژورافسکی
- آندژی شچتکو
- یان یانکوفسکی
- لشک لیخوتا
- داریوش یاکوبوفسکی
- روموآلد کوئوس
- گژگوش کووالچیک
- پیوتر بوروفسکی
- سباستیان استانکیه‌ویچ
- آندژی آندژیفسکی
- یوآنا کوپینسکا
- روبرت وابیخ
- آندژی گائوا
- پیوتر نواک